# Audrey Giacomini

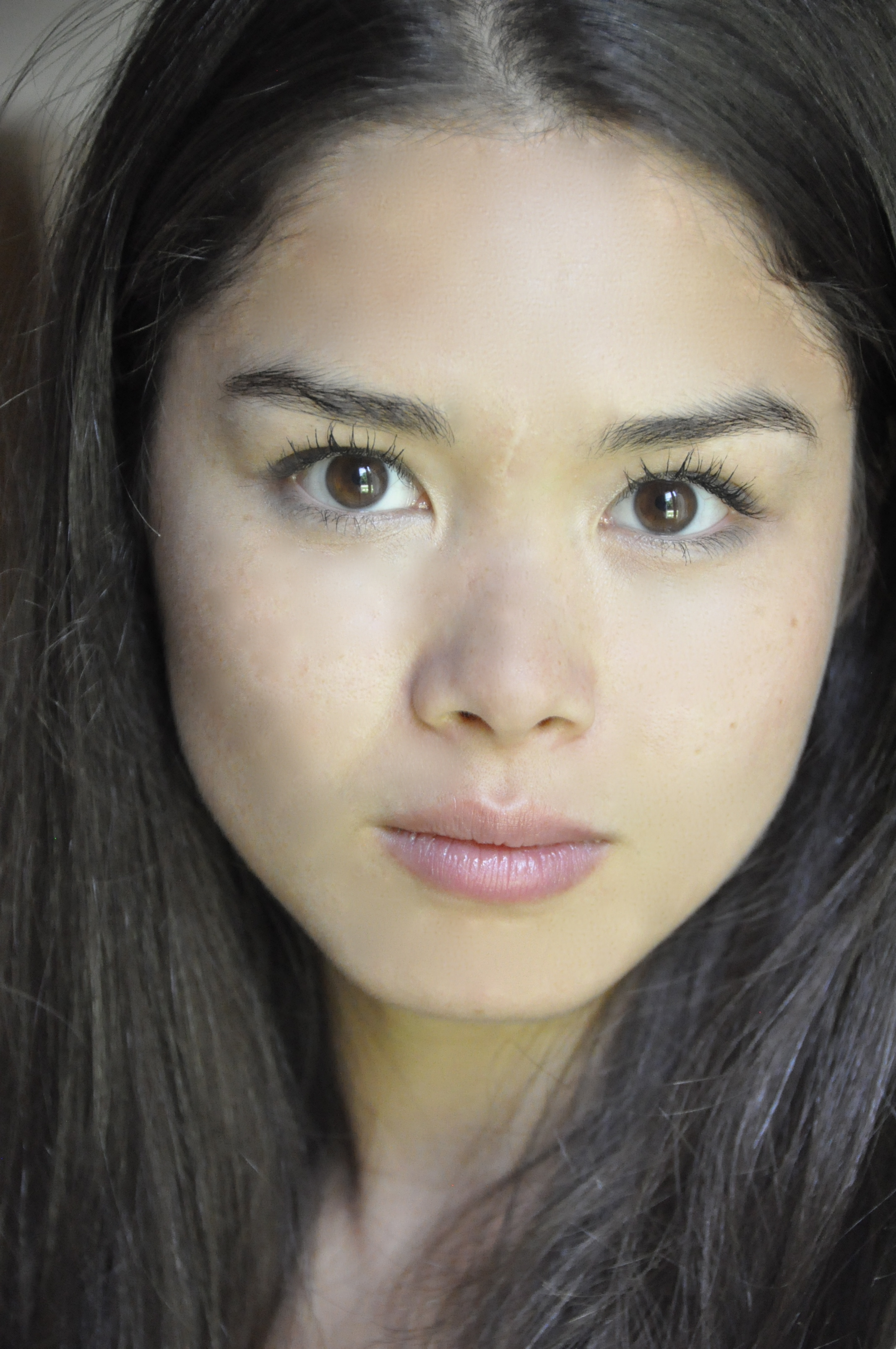
Audrey Giacomini

Audrey Giacomini (Rueil-Malmaison, 20 gennaio 1986) è un'attrice e modella francese.

## Biografia
Audrey Giacomini nasce il 20 gennaio 1986 in Francia da una famiglia di origini vietnamite e italiane.
Nel 2009, all'età di 23 anni, comincia la sua carriera da attrice interpretando Kimiko nella serie Seconde chance. Seguono partecipazioni a molte altre serie e film per la televisione tra cui Mon père dort au grenier (2009), La taupe 2 (2009), Drôle de famille! (2009), Strictement platonique (2010), Ma femme, ma fille, deux bébés (2010), Saïgon, l'été de nos 20 ans (2011).
È conosciuta per l'interpretazione di Jeanne all'età di 15 anni in Mr. Nobody di Jaco Van Dormael.